# Plan Odendaal

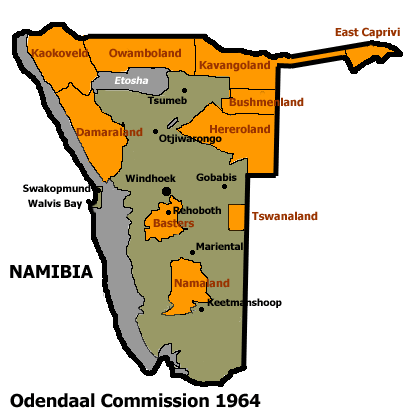
Plan Odendaal.

Plan Odendaal was de Namibische variant van het Zuid-Afrikaanse systeem van bantoestans of thuislanden. Het plan, gebaseerd op de uitgangspunten van apartheid, was een voorstel om gebieden toe te wijzen aan het zwarte en gekleurde deel van de bevolking met voor elke bevolkingsgroep zijn eigen reservaat, een Bantoestan.
In september 1962 werd de Commissie Odendaal ingesteld, om in navolging van Zuid-Afrika ook voor Zuidwest-Afrika een plan te maken voor thuislanden. Het plan werd eind 1963 gepubliceerd en officieel geïmplementeerd vanaf 1968. Circa 40% van het land werd toegewezen aan verschillende bevolkingsgroepen.
Het plan voorzag in de volgende thuislanden:
- Kaokoveld voor Himba's
- Damaraland voor Damara's
- Owamboland voor Owambo's
- Kavangoland (Okavangoland) voor Kavango's
- Oost Caprivi voor de Capriviërs
- Bushmanland voor de San
- Oost en West-Hereroland voor Herero's
- Basterland voor de Rehoboth Basters
- Namaland voor Nama's
- Tswanaland voor Tswana's

In de steden Windhoek, Walvisbaai en Lüderitz werden aparte wijken, townships, opgericht voor kleurlingen.
Hoewel 40% van het totale land niet slecht lijkt, gaat het veelal om droge, dorre, onvruchtbare stukken. Bovendien was de rest van het land bestemd voor het blanke deel van de bevolking, terwijl dat deel van de bevolking nog geen 8% van het totaal bedroeg.
Met de onafhankelijkheid van Namibië werden de thuislanden afgeschaft. De vruchtbare grond van het land is echter nog steeds slechts verdeeld onder meest blanke boeren.

## Tabel van thuislanden
| Naam                       | Vlag                                                              | Stichting            | Volk           | Bevolking (1960) | Oppervlak   | Hoofdstad              |
| -------------------------- | ----------------------------------------------------------------- | -------------------- | -------------- | ---------------- | ----------- | ---------------------- |
| Boesmanland                | Flagge von Buschmannland                                          | 1970                 | San            | 11.762           | 23.927 km²  | Tsumkwe                |
| Damaraland                 | Flagge von Damaraland                                             | 1970                 | Damara         | 44.353           | 47.990 km²  | Khorixas (Welwitschia) |
| Hereroland                 | Flagge von Hereroland                                             | 1968                 | Herero         | 35.354           | 58.997 km²  | Okakarara              |
| Kaokoveld                  |                                                                   | 1970                 | Himba          | 9.234            | 48.982 km²  | Ohopoho                |
| Namaland                   | Flagge von Namaland                                               | 1980                 | Nama           | 34.806           | 21.677 km²  | Keetmanshoop?          |
| Kavangoland (Okavangoland) | Flagge von Kavangoland                                            | 1970 Autonomie: 1973 | Kavango        | 27.871           | 41.701 km²  | Rundu                  |
| Oost-Caprivi na 1975: Lozi | Flagge von Ostcaprivi/Lozi (tot 1977) · Flagge von Lozi (na 1977) | 1972 Autonomie: 1976 | Caprivi (volk) | 15.840           | 11.534 km²  | Katima Mulilo          |
| Ovamboland                 | Flagge von Owambo                                                 | 1968 Autonomie: 1973 | Ovambo         | 239.363          | 56.072 km²  | Oshakati/Ongwediva     |
| Rehoboth ook: Basterland   | Flagge von Rehoboth                                               | 1976                 | Basters        | 11.257           | 13.860 km²  | Rehoboth               |
| Tswanaland                 |                                                                   | 1968                 | Batswana       | 9.992            | 1.554 km²   | Aminuis                |
| TOTAAL                     |                                                                   |                      |                | 439.832          | 326.294 km² |                        |

## Weblinks
- “The Odendaal Plan” – The Commission of Enquiry into South West Africa Affairs 1962-1963, published under authority of the Government of the Republic of South Africa (1963). Met originele Odendaal-kaartje van 7 "voorgestelde tuislande", noordelijk van de witte Politiezone
- Namibian Homelands op Worldstatesmen.org